# Programme de développement local des 145 territoires
 (juin 2024).
Le Programme de Développement Local des 145 territoires en sigle PDL-145T est une initiative du gouvernement de la République démocratique du Congo visant à améliorer le cadre de vie des populations rurales. Ce projet d'un montant total d'environ 1,6 milliard de dollars vise à autonomiser les 145 territoires qui répartis dans les 26 provinces que compte le pays et projette à terme de sortir 25 millions de congolais de la pauvreté.

Le programme de développement local dédié aux 145 territoires (PDL-145T) a été élaboré par le Président Félix Tshisekedi pour combattre la pauvreté et les inégalités sociales. Il est l'émanation d'un nouveau contrat social amorcé dès sa prise de fonction visant à réduire les inégalités comme la gratuité de l'enseignement primaire et la couverture santé universelle. 

## Histoire de l'idée du Projet des 145 Territoires
Alors en tournée dans le centre du pays, Félix Tshisekedi avait déjà annoncé les couleurs de ce vaste programme de développement à grande échelle, consécutif aux échanges qu’il a eus avec les élus locaux, mais également avec les différentes couches sociales des populations vivant dans les provinces qu’il a visitées pendant la campagne électorale et après sa prise de fonction. 

Le projet de société traduit la volonté de garantir à tous les congolais la jouissance de leurs droits, ainsi qu’à l’accès à des opportunités bénéfiques. 

Félix Tshisekedi reviendra sur cet engagement à l’occasion du 23e conseil des ministres, rappelant au gouvernement, la nécessité de se focaliser sur le développement des provinces, car la République démocratique du Congo ne se limite pas qu’à sa capitale, Kinshasa. 

Pour le président Tshisekedi, les bonnes performances enregistrées dans la mobilisation des recettes publiques devraient être équitablement réparties pour permettre à toutes les provinces d’en bénéficier équitablement. 

## Détail du projet
Le Programme de Développement Local des 145 territoires vise à réduire les inégalités spatiales, redynamiser les économies locales, et transformer les conditions et le cadre de vie des populations congolaises vivant dans les zones jusque-là mal desservies par les infrastructures et services sociaux de base. Une situation qui avait créé un clivage entre les provinces et les villes, ravivant un sentiment d'abandon des populations vivant dans les milieux ruraux.
C’est pour corriger ces inégalités et rompre un cycle de pauvreté qui s'est enraciné sur des décennies que le PDL-145T a été mis en œuvre, sous financements publics, et avec l’appui des partenaires techniques et financiers. 

Adossé au plan national stratégique de développement (PNSD) 2019-2023, au programme d’actions du gouvernement (PAG) 2021-2023 et au programme présidentiel accéléré de lutte contre la pauvreté et les inégalités (PPALCPI), le financement du programme sera réparti sur trois exercices budgétaires à hauteur de : 300 millions USD pour 2021, 700 millions USD pour 2022 et 660,1 millions USD pour 2023 pour un coût global d'un milliard six cent soixante millions cent et un mille trois cent douze dollars américains. 

Il sera exécuté par trois agences pour sa mise en œuvre :
- Le Programme des nations unies pour le développement en sigle PNUD
- Le Bureau central de coordination en sigle BCECO;
- La Cellule d’exécution des financements en faveur des états fragiles CFEF.

Le PDL-145T, est organisé autour de quatre composantes à savoir :
- Composante 1 : Améliorer l’accès des populations des territoires ruraux aux infrastructures et services socioéconomiques de base. Cette composante vise à mettre en place des infrastructures socioéconomiques de base (routes de desserte agricole, microcentrales photovoltaïques, lampadaires solaires, forages et mini réseaux, écoles, centres de santé, marchés, bâtiments administratifs des secteurs et des territoires et logements du staff dirigeant du territoire) dans le but de désenclaver les territoires et de contribuer à l’amélioration des conditions de vie et d’éducation des populations.
- Composante 2 : Promouvoir le développement des économies rurales et des chaines de valeur locales. Cette composante se focalisera davantage sur l’appui au développement des activités de production et de services dans les territoires en vue de mettre en place les conditions nécessaires pour relancer les économies rurales et locales afin de les revivifier et de les redynamiser pour les inscrire sur la trajectoire de l’émergence.L’objectif final étant d’améliorer la productivité, d’augmenter le revenu des ménages ruraux et d’assurer la sécurité alimentaire.
- Composante 3 : Renforcer les capacités de gestion du développement local, dans le but de développer les capacités techniques, organisationnelles, institutionnelles et communautaires pour une bonne gestion du développement local. À terme, cette composante vise une autonomisation des communautés locales pour produire les services de qualité en milieu rural en se basant sur l’approche de décentralisation.
- Composante 4 : Développer un système d’information géo référencé de suivi à même de renseigner sur les progrès du programme. Cette composante vise principalement à mettre en place un dispositif efficace de suivi et d’évaluation des progrès du programme. À terme, ce système servira d’instrument de suivi de la mise en œuvre des politiques et programmes publics pour d’une part évaluer l’impact des résultats du développement à tous les niveaux dans la matérialisation de la vision globale du développement et d’autre part, pour être utilisé comme un outil d’aide à la prise de décisions pour l’ajustement des politiques publiques.

Les principales actions envisagées pour le Programme sont :
- La réhabilitation et/ou l'entretien de 38 936 Km de route et de 444 ouvrages d’art[6] ;
- La construction de 418 mini centrales solaires et de 471 km d’éclairage public ;
- La construction de 3 071 forages et de 447 sources d’eau aménagées ;
- La construction de 238 marchés modernes ;
- La construction de 145 bâtiments administratifs dans les chefs-lieux des territoires et de 636 bâtiments administratifs dans les chefs-lieux des secteurs ;
- La construction de 1 450 logements du staff dirigeant des territoires en raison de 10 dans chaque chef-lieu ;
- 788 centres de santé et 1 210 écoles à construire et/ou à réhabiliter et équiper ;
- 500 000 producteurs locaux à structurer, à professionnaliser par filière à raison de quatre filières par territoire ;
- 4 340 équipements agricoles de production, de traitement et de transformation à acquérir pour le développement de champs collectifs de 75 hectares par filière et par territoire, soit un total de 43 000 hectares pour les 145 territoires ;
- 500 000 tonnes d’intrants et de semences à distribuer aux producteurs et ménages locaux agricoles ;
- Un système interopérable d’information géoréférencée de suivi du PDL-145T à acquérir et à mettre en place.

## Les retombées du projet
La mise en place des actions prévues dans le PDL-145T devra à terme permettred'améliorer l’accès des populations des 145 territoires aux infrastructures et services socio-économiques de base. Cela doit également permettre de redynamiser les économies locales.